# Кубок Португалії з футболу 2002—2003
Кубок Португалії з футболу 2002–2003 — 63-й розіграш кубкового футбольного турніру в Португалії. Титул здобув Порту.

## Календар
| Раунд           | Дата матчів                       | Матчі | Клуби     |
| --------------- | --------------------------------- | ----- | --------- |
| Перший раунд    | 8-9 вересня 2002                  | 65    | 224 → 159 |
| Другий раунд    | 9 жовтня - 24 листопада 2002      | 62    | 159 → 97  |
| Третій раунд    | 30 жовтня 2002                    | 39    | 97 → 58   |
| Четвертий раунд | 23 листопада 2002 - 29 січня 2003 | 29    | 58 → 29   |
| П'ятий раунд    | 17 грудня 2002 - 26 лютого 2003   | 14    | 29 → 15   |
| Шостий раунд    | 22 січня - 5 березня 2003         | 7     | 15 → 8    |
| 1/4 фіналу      | 8-9 березня 2003                  | 4     | 8 → 4     |
| 1/2 фіналу      | 13-14 квітня 2003                 | 2     | 4 → 2     |
| Фінал           | 15 червня 2003                    | 1     | 2 → 1     |

## Четвертий раунд
| Команда 1                | Рахунок      | Команда 2              |
| ------------------------ | ------------ | ---------------------- |
| 23 листопада 2002        |              |                        |
| Санта-Клара              | 4:0          | Боавішта (Порту)       |
| Насіунал (Фуншал)        | 1:1 пен. 5:4 | Марітіму               |
| Педраш Рубраш (3)        | 0:3          | Жил Вісенте            |
| Лузітанія (3)            | 0:1          | Віторія (Сетубал)      |
| 24 листопада 2002        |              |                        |
| Бенфіка                  | 0:1          | Гондомар (3)           |
| Порту                    | 2:0          | Трофенсе (4)           |
| Спортінг (Лісабон)       | 4:1          | Ештаррежа (4)          |
| Віторія (Гімарайнш)      | 4:0          | Алверка (2)            |
| Мая (2)                  | 1:1 пен. 3:4 | Брага                  |
| Варзін                   | 4:1          | Фаренсе (2)            |
| Олівайш ді Москавіді (3) | 2:3          | Академіка (Коїмбра)    |
| Уніан Лейрія             | 3:1          | Орієнтал (Лісабон) (3) |
| Лоріняненсі (4)          | 0:2          | Белененсеш             |
| Морейренсі               | 2:1          | Бенедітенсі (4)        |
| Шавеш (2)                | 2:1          | Бейра-Мар              |
| Пасуш-де-Феррейра        | 1:0          | Рібейран (4)           |
| Марку (2)                | 2:1          | Уніан Мадейра (2)      |
| Оваренсі (2)             | 0:2          | Навал (2)              |
| Пенафієл (2)             | 1:2          | Лоулетану (3)          |
| Ріу Аве (2)              | 2:0          | Фатіма (3)             |
| Праєнсі (4)              | 0:2          | Спортінг (Ковілья) (2) |
| Спортінг (Ешпінью) (3)   | 3:0          | Вілафранкенсі (3)      |
| Фреамунде (3)            | 3:1 дч       | Ештуріл-Прая (3)       |
| Спортінг (Помбал) (3)    | 3:3 пен. 4:5 | Мікаеленсі (3)         |
| Олівейра-ду-Ошпітал (3)  | 2:1          | Сінтренсі (4)          |
| Паредеш (3)              | 3:2          | Лореш (4)              |
| 11 грудня 2002           |              |                        |
| Баррейренсі (3)          | 1:2 дч       | Ештрела (Амадора)      |
| 29 січня 2003            |              |                        |
| Одівелаш (3)             | 1:2 дч       | Фелгейраш (2)          |
| Жоані (4)                | 1:0          | Леса (2)               |

## П'ятий раунд
Клуб Ештрела (Амадора) пройшов до наступного раунду після жеребкування.
| Команда 1           | Рахунок      | Команда 2               |
| ------------------- | ------------ | ----------------------- |
| 17 грудня 2002      |              |                         |
| Белененсеш          | 3:4          | Варзін                  |
| 18 грудня 2002      |              |                         |
| Паредеш (3)         | 0:3          | Віторія (Гімарайнш)     |
| Навал (2)           | 0:0 пен. 8:7 | Брага                   |
| Марку (2)           | 0:0 пен. 1:4 | Спортінг (Ковілья) (2)  |
| Санта-Клара         | 0:0 пен. 2:4 | Спортінг (Ешпінью) (3)  |
| Шавеш (2)           | 2:0          | Насіунал (Фуншал)       |
| Ріу Аве (2)         | 0:2          | Фреамунде (3)           |
| Уніан Лейрія        | 4:1          | Лоулетану (3)           |
| Спортінг (Лісабон)  | 8:1          | Олівейра-ду-Ошпітал (3) |
| Академіка (Коїмбра) | 4:1          | Мікаеленсі (3)          |
| 15 січня 2003       |              |                         |
| Пасуш-де-Феррейра   | 1:0          | Гондомар (3)            |
| Порту               | 2:1          | Жил Вісенте             |
| 12 лютого 2003      |              |                         |
| Фелгейраш (2)       | 1:0          | Морейренсі              |
| 26 лютого 2003      |              |                         |
| Віторія (Сетубал)   | 6:1          | Жоані (4)               |

## Шостий раунд
Клуб Пасуш-де-Феррейра пройшов до наступного раунду після жеребкування.
| Команда 1              | Рахунок      | Команда 2              |
| ---------------------- | ------------ | ---------------------- |
| 22 січня 2003          |              |                        |
| Уніан Лейрія           | 5:2          | Фреамунде (3)          |
| 29 січня 2003          |              |                        |
| Віторія (Гімарайнш)    | 1:2          | Порту                  |
| Спортінг (Ешпінью) (3) | 1:1 пен. 2:4 | Навал (2)              |
| Ештрела (Амадора)      | 0:1          | Спортінг (Лісабон)     |
| Академіка (Коїмбра)    | 3:1          | Шавеш (2)              |
| 26 лютого 2003         |              |                        |
| Варзін                 | 2:0          | Фелгейраш (2)          |
| 5 березня 2003         |              |                        |
| Віторія (Сетубал)      | 3:0          | Спортінг (Ковілья) (2) |

## 1/4 фіналу
| Команда 1          | Рахунок | Команда 2           |
| ------------------ | ------- | ------------------- |
| 8 березня 2003     |         |                     |
| Уніан Лейрія       | 3:1     | Академіка (Коїмбра) |
| Порту              | 7:0     | Варзін              |
| 9 березня 2003     |         |                     |
| Пасуш-де-Феррейра  | 2:1     | Віторія (Сетубал)   |
| Спортінг (Лісабон) | 0:1     | Навал (2)           |

## 1/2 фіналу
| Команда 1      | Рахунок | Команда 2         |
| -------------- | ------- | ----------------- |
| 13 квітня 2003 |         |                   |
| Уніан Лейрія   | 1:0     | Пасуш-де-Феррейра |
| 14 квітня 2003 |         |                   |
| Порту          | 2:0     | Навал (2)         |

## Фінал
| 15 червня 2003 |

| Порту      | 1:0      | Уніан Лейрія |
| ---------- | -------- | ------------ |
| Дерлей 64' | Протокол |              |

| Національний стадіон (Жамор), Оейраш Глядачів: 38 000 Арбітр: Педру Енрікеш |